# 埃格克里克鎮區 (北達科他州麥克亨利縣)
埃格克里克鎮區（英語：Egg Creek Township）是位於美國北達科他州麥克亨利縣的一個鎮區。

## 地方資料
埃格克里克鎮區的面積為94.27平方千米，當中陸地面積為88.81平方千米，而水域面積為5.45平方千米。根據2020年美國人口普查的數據，當地共有人口79人，而人口密度為每平方千米0.84人。